# خوسيه كارلوس غارسيا ليال
خوسيه كارلوس غارسيا ليال (بالبرتغالية: José Carlos Garcia Leal‏) (15 يوليو 1980 في البرازيل – )؛ هو لاعب كرة قدم سابق كان يلعب كمدافع.

## وصلات خارجية
- خوسيه كارلوس غارسيا ليال على موقع رابطة كرة القدم اليابانية للمحترفين (اليابانية)
- خوسيه كارلوس غارسيا ليال على موقع قاعدة بيانات كرة القدم.إي يو (الإنجليزية)
- خوسيه كارلوس غارسيا ليال على موقع Soccerway.com (الإنجليزية)
- خوسيه كارلوس غارسيا ليال على موقع عالم كرة القدم.نت (الإنجليزية)